# Аркова гребля

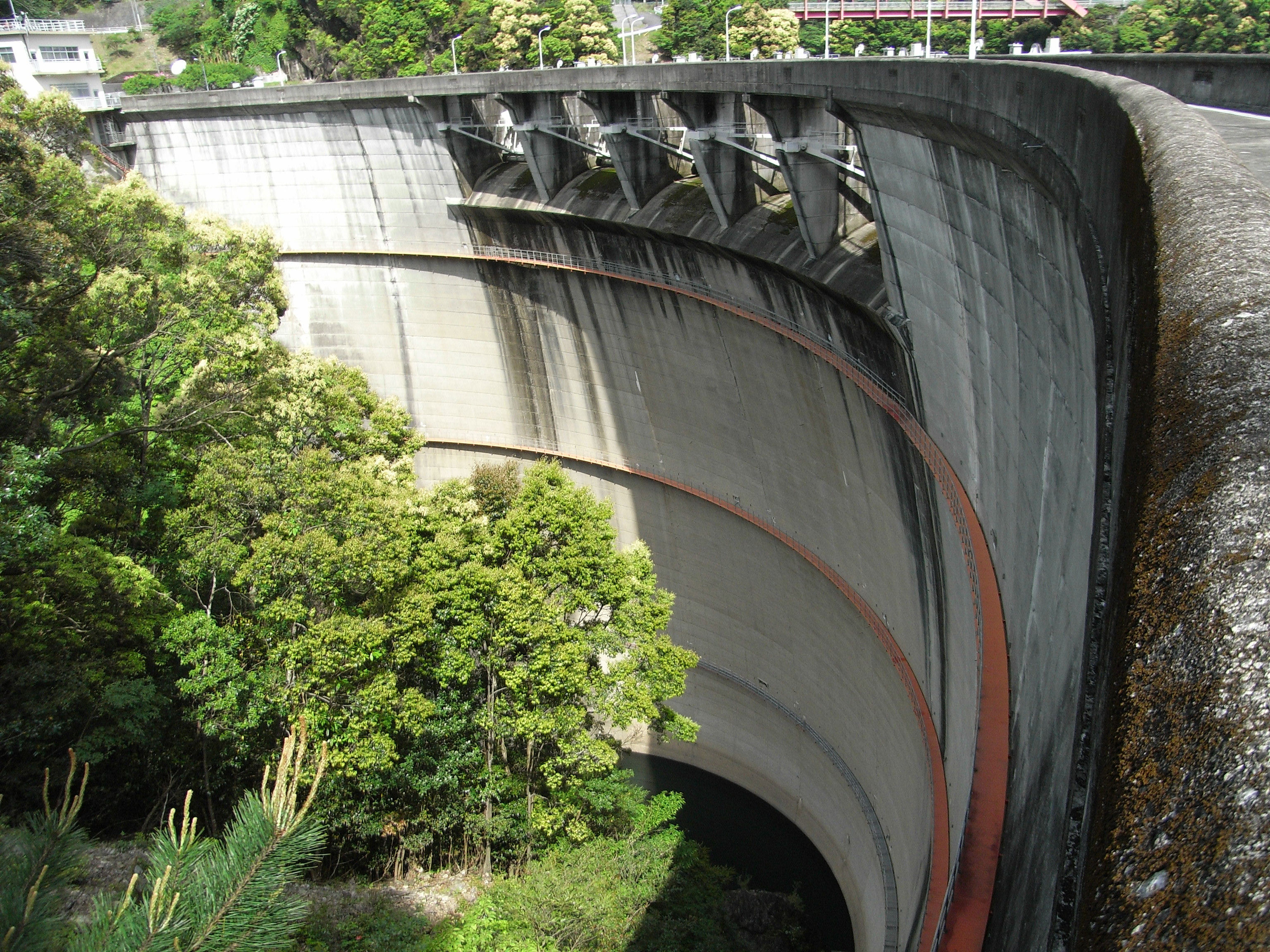
Аркова гребля Кітагава висотою 82 м (Японія)

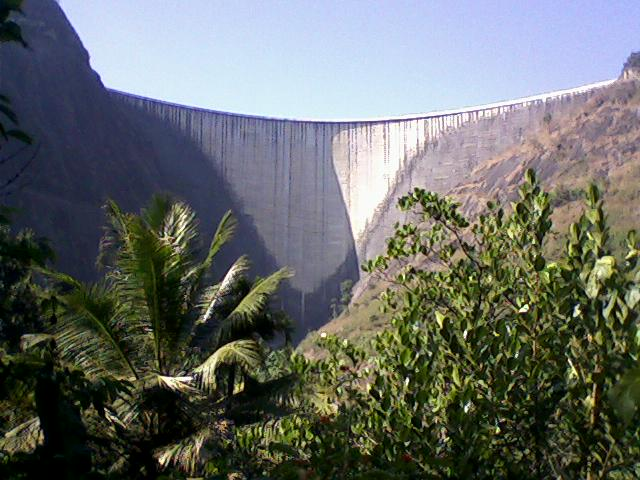
Аркова гребля Ідуккі висотою 168,9 м (Індія)

А́ркова гре́бля або а́рочна гре́бля (англ. arch dam) — гребля, що в плані має форму арки.
На відміну від гравітаційних і арково-гравітаційних гребель, для забезпечення стійкості цього типу гідротехнічних споруд використовується не вага самої споруди, а лише аркова конструкція, що передає навантаження з боку води або більшу його частину на береги чи стояни. Аркові греблі споруджують з бетону (інколи із залізобетону) в гірських місцевостях та ущелинах, якщо є міцна (скеляста) основа та скелясті береги.

## Конструктивні особливості
Найпридатнішою для будівництва аркової греблі є трикутна форма ущелини. Залежно від співвідношення товщини греблі по низу та її висоти розрізняють греблі власне аркові (0,15…0,4) й гравітаційно-аркові (0,4…0,6), які більшу частину тиску води передають на основу. Товщина аркової греблі залежить від форми поперечного перерізу долини у створі греблі (трикутна чи прямокутна) й відношення ширини долини (В) на рівні гребеня греблі до її висоти (B/h). Це відношення зазвичай змінюється від 0,5 до 3,5 (у деяких випадках сягає 8 і більше).
Аркові греблі будують здебільшого глухими (без скидання води), рідше — водоскидними (водозливна гребля). Вони відзначаються легкістю, пружністю та сейсмостійкістю. Сучасні тенденції у конструюванні аркових гребель передбачають: зменшення товщини греблі й підвищення напружень у бетоні, полегшення роботи греблі улаштуванням шва по периметру долини, застосування водоскидних отворів тощо.
Завдяки своїм конструктивним перевагам, надійності та економічності аркові греблі набули поширення на гірських річках із скельним ложем. Найвищою греблею цього типу і серед усіх гребель створених людиною є гребля ГЕС Цзіньпін-1 (англ. Jinping 1 Hydropower Station) у Китаї висотою 305 м, яка уведена в дію у 2014 році.